# Gullpigg
Gullpigg (Calocera cornea) är en svampart som först beskrevs av August Johann Georg Karl Batsch, och fick sitt nu gällande namn av Elias Fries 1827. Gullpigg ingår i släktet Calocera och familjen Dacrymycetaceae.  Arten är reproducerande i Sverige. Inga underarter finns listade i Catalogue of Life.

## Källor

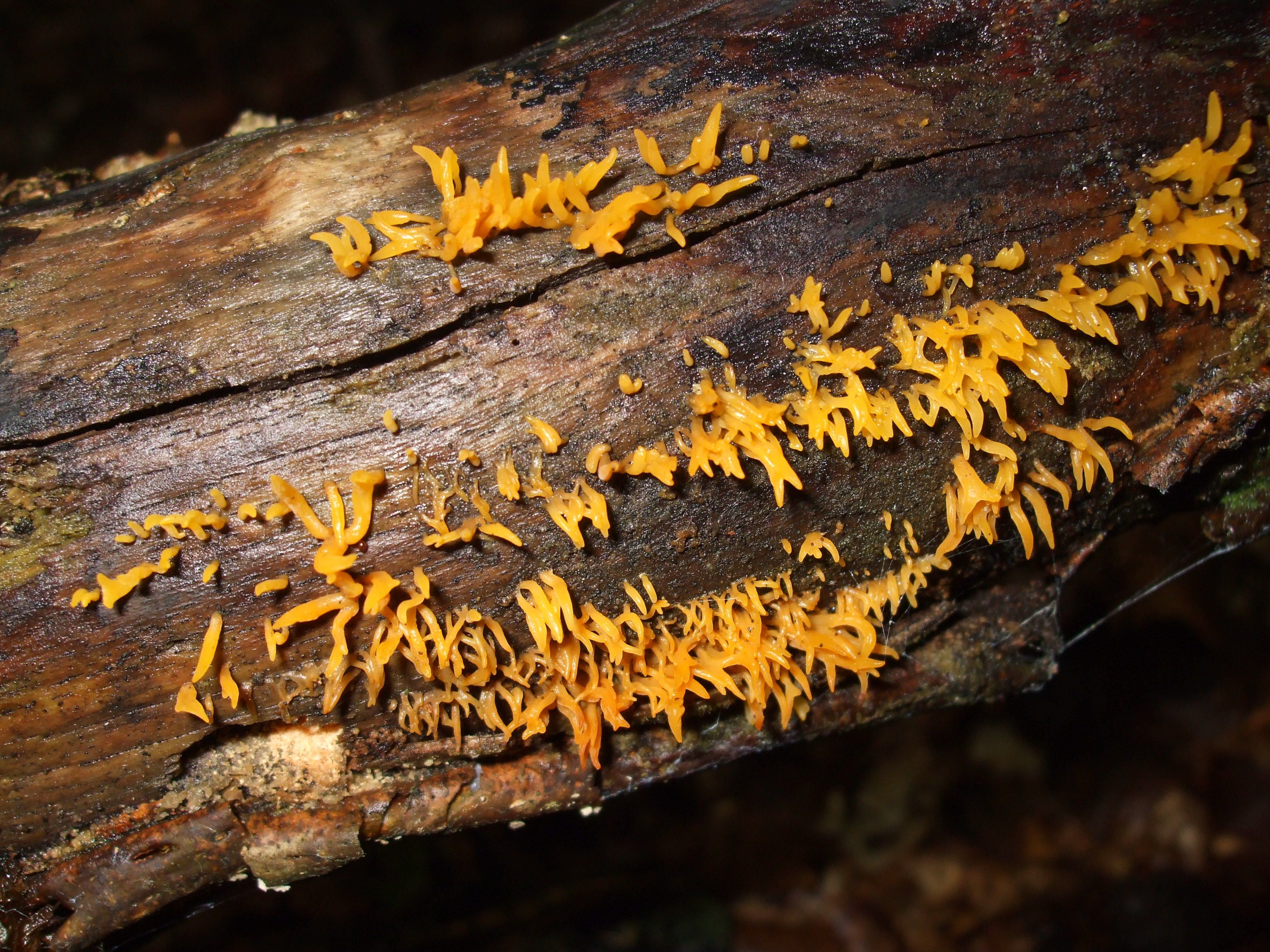
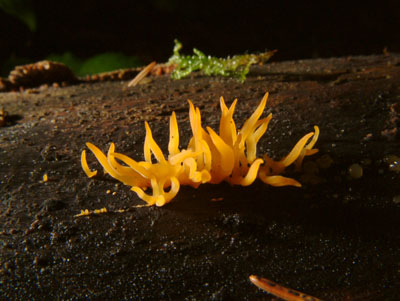